# Петряево (Судиславский район)
Петряево — деревня в Расловском сельском поселении Судиславского района Костромской области России.

## География
Деревня расположена у речки Дунайки, рядом с железнодорожной веткой Кострома — Галич, недалеко от автодороги Кострома — Верхнеспасское Р98.

## История
Согласно Спискам населенных мест Российской империи в 1872 году деревня относилась к 2 стану Костромского уезда Костромской губернии. В ней числился 21 двор, проживало 37 мужчин и 44 женщины.
Согласно переписи населения 1897 года в деревне проживало 84 человека (44 мужчины и 40 женщин).
Согласно Списку населенных мест Костромской губернии в 1907 году деревня относилась к Шишкинской волости Костромского уезда Костромской губернии. По сведениям волостного правления за 1907 год в ней числился 21 крестьянский двор и 156 жителей. Основными занятиями жителей деревни, помимо земледелия, были извоз и фабрично-заводской отхожий промысел.
До муниципальной реформы 2010 года деревня также входила в состав Расловского сельского поселения Судиславского района.

## Население
| 1872 | 1897 | 1907 | 2008 | 2010 | 2014 |
| ---- | ---- | ---- | ---- | ---- | ---- |
| 81   | ↗84  | ↗156 | ↘9   | ↘8   | →8   |

## Известные люди
В деревне родился участник Великой Отечественной войны Герой Советского Союза Иван Васильевич Юрьев (1917—1944).